# Szenik Ilona
Szenik Ilona, Jagamas Jánosné (Szamosújvár, 1927. szeptember 7. – 2019. április 8.) magyar népzenekutató, egyetemi tanár, a Magyar Művészeti Akadémia tagja (2005). Férje, Jagamas János szintén népzenekutató.

## Életpályája
Szenik György géplakatos és Szenik Etelka háztartásbeli házasságából született. Felsőfokú zenei tanulmányokat a kolozsvári Gheorge Dima Zeneakadémián folytatott, zenepedagógiai szakon végzett 1951-ben. Mindjárt a végzés után bent maradt tanítani a Zeneakadémián, népzenetudományt és a zenetanítás módszertanát tanította 1984-es nyugdíjazásáig. 
1980-ban doktorált zenetudományból. Zenei kutatásaiban a népzenetudomány, a magyar és a román népzene gyűjtésével és tudományos feldolgozásával foglalkozik. Zenepedagógiai és muzikológiai tanulmányai román és magyar nyelvű gyűjteményes kötetekben jelentek meg, köztük Kodály-történet 1997 (Romániai Magyar Zenetársaság, Kolozsvár) című kötetben Szenik Ilona mutatta be Kodály Zoltánt, a zenepedagógust.
2002-ben a Romániai Magyar Dalosszövetség Kolozsváron rendezett 10 karvezetői találkozó-továbbképzést a Kolozs és Fehér megyei kántor-karnagyok részére, az ott megtartott tíz előadást díjmentesen tartották a meghívott tanárok, köztük Szenik Ilona. A Romániai Zeneszerzők és Muzikológusok Szövetsége, a Kolozsvári Romániai Magyar Zenetársaság, a Kriza János Néprajzi Társaság és a Magyar Művészeti Akadémia Népművészeti, Néprajzi Tagozatának tagja volt.

## Művei (válogatás)

### Kötetei
- Moldvai csángó népdalok és népballadák (1954)
- Erdélyi és moldvai magyar siratók, siratóparódiák és halottas énekek. Kolozsvár : Romániai Magyar Zenetársaság ; Bukarest : Kriterion, 1996. 409 p. : ill., kotta
- Népzenetudományi jegyzet : magyar és román népzene. Kolozsvár : Erdélyi Tankönyvtanács, 1998. 80 p. : ill., kotta
- Szenik Ilona–Péter Éva: Ének-zene módszertan. Egyetemi jegyzet; Kolozsvári Egyetemi Kiadó, Kolozsvár, 2010

### Szerkesztései, közreműködései
- A lapádi erdő alatt : ötvennyolc magyarlapádi népdal / [szerk. J. Szenik Ilona, Almási István, Zsizsmann Ilona] ; [ill. Ifj. Kós Károly]. Bukarest : Irod. és Műv. Kiadó, 1957
- Háromszéki népballadák : Albert Ernő és tanítványai gyűjteménye / [szerk. Albert Ernő] ; bev. és jegyz. Faragó József ; [a dallamokat lejegyezte és sajtó alá rend. Szenik Ilona]. Bukarest : Kriterion, 1973. 573 p.
- A halálra táncoltatott leány : csíki népballadák / közread. Albert Ernő ; [a dallamokat ... lejegyezte, és sajtó alá rend. Szenik Ilona]. Sepsiszentgyörgy : Albert, 2004. 351 p.
- Colecţia etnomuzicologică a lui Ilona Szenik / Szenik Ilona népzenei gyűjteménye / The ethnomusicological collection of Ilona Szenik; szerk. Pávai István, Gergely Zoltán; Institutul "Arhiva de Folclor a Academiei Române"–MTA BTK Zenetudományi Intézet–Hagyományok Háza, Cluj-Napoca–Bp., 2019 + DVD

## Díjak, elismerések
- Zeneszerzők és Muzikológusok Szövetsége díja (1996)
- A kolozsvári Gheorghe Dima Zeneakadémia díszdoktora (2008)